# جغد گندمگون
جغد گندمگون (نام علمی: Strix fulvescens) نام یک گونه از سرده جغدهای بی‌گوش است.